# François de Bricqueville
François de Bricqueville, Marquis de la Luzerne (* 1662 oder 1665; † 29. September 1746 in Paris) war ein französischer Seeoffizier, der zuletzt von 1741 bis zu seinem Tode 1746 Kommandierender Vizeadmiral der Atlantikflotte (Flotte du Ponant) war.

## Leben

### Familiäre Herkunft, Pfälzischer Erbfolgekrieg und weitere Seeschlachten

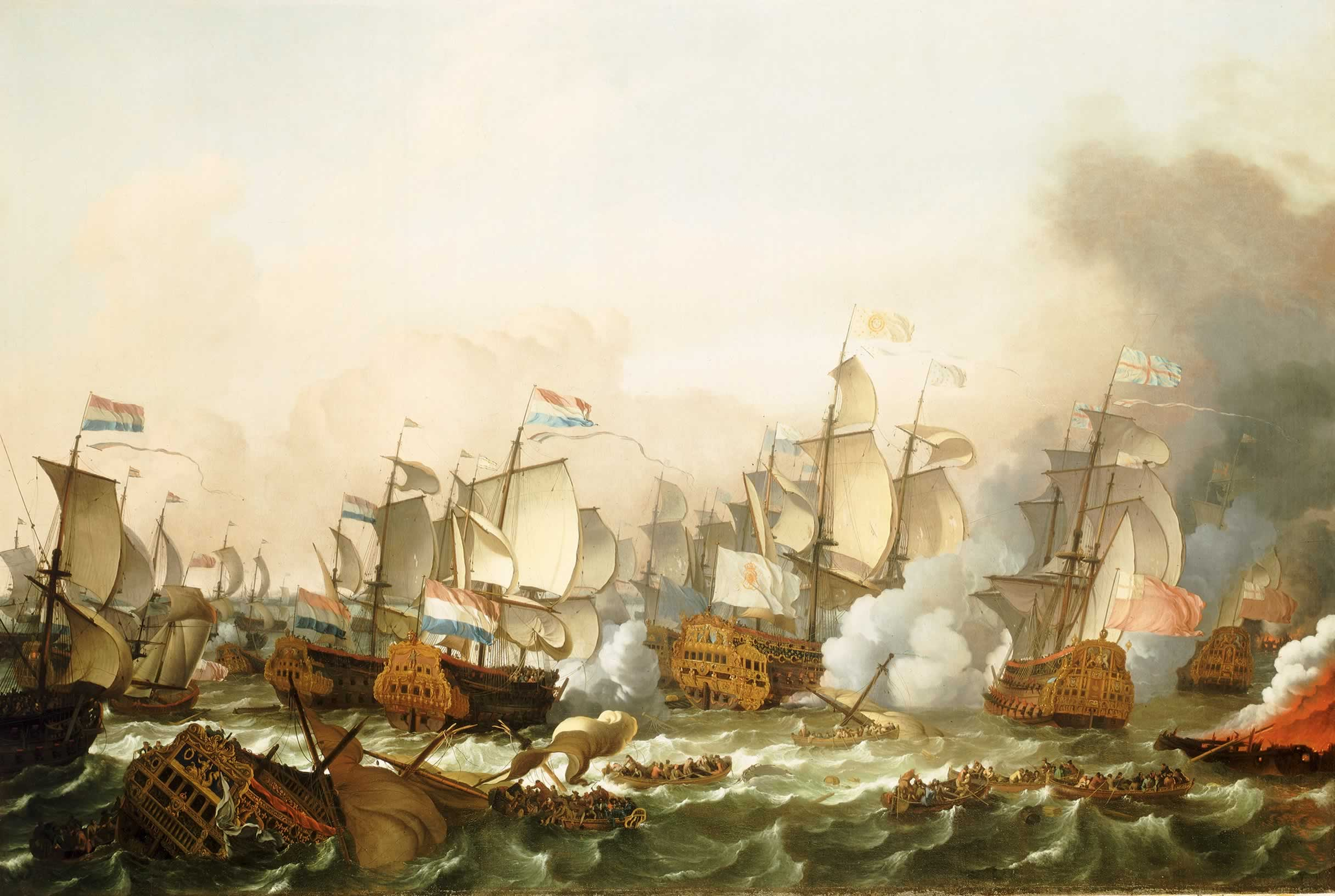
Schlacht von Barfleur (Gemälde von Ludolf Bakhuizen).

François de Bricqueville stammte aus einer Adelsfamilie aus der Normandie und war der Sohn des Maréchal de camp Gabriel François de Bricqueville (1630–1684), Gouverneur der Îlot Saint-Michel und Vertreter des Königs (Lieutenant de Roi) in der Basse-Normandie, sowie dessen Ehefrau Marguerite de Bonvoult (1636–1721 oder 1724). Sein älterer Bruder Henri de Briqueville de La Luzerne (1658–1741) war zwischen 1693 und 1741 Bischof von Cahors. Er selbst trat im September 1680 als Garde de la Marine in die Königliche Marine (Marine royale française) ein und wurde im April 1681 zum Leutnant zur See (Enseigne de Vaisseau) sowie bereits im Januar 1683 zum Kapitänleutnant (Lieutenant de Vaisseau) befördert. Als Angehöriger des von Abraham Duquesne kommandierten Geschwaders nahm er am Bombardement von Algier (23. Juli bis 12. September 1682) sowie am Bombardement von Genua (18. bis 28. Mai 1684) teil. Im Januar 1689 wurde er zum Kapitän zur See (Capitaine de Vaisseau) befördert und nahm während des Pfälzischen Erbfolgekrieges im Geschwader von François Louis Rousselet de Châteaurenault am 11. Mai 1689 an der Seeschlacht vor der Bantry Bay gegen die englischen Marineverbände von Arthur Herbert teil. Am 10. Juli 1690 nahm er unter dem Kommando von Anne Hilarion de Costentin de Tourville erfolgreich an der Seeschlacht von Beachy Head gegen eine englisch-holländische Flotte unter Arthur Herbert, 1. Earl of Torrington, teil. Knapp einen Monat später gehörte er am 9. August 1690 zu den Teilnehmern beim Überfall auf Teignmouth.
1692 wurde de Bricqueville Kommandant der Le Courageux und nahm unter dem Kommando von Anne Hilarion de Costentin de Tourville am 29. Mai 1692 an der Schlacht von Barfleur gegen ein englisch-holländisches Geschwader unter dem Kommando von Edward Russell teil und versenkte mit seinem Schiff mehrere Feuerschiffe. Am Ende des für die englisch-holländische Flotte erfolgreichen Kampfes gelang es ihm, Saint-Malo zu erreichen und so der Katastrophe von La Hougue (2. bis 3. Juni 1692) zu entgehen. Danach war er zwischen 1690 und 1698 Oberst (Colonel) des Périgueux-Regiments und kommandierte dieses auch während der Schlacht bei Neerwinden (29. Juli 1693). Für seine Verdienste wurde ihm 1699 das Ritterkreuz des Königlichen und Militärischen Ordens vom Heiligen Ludwig (Ordre royal et militaire de Saint-Louis) verliehen. 1799 übernahm er den Posten als Kommandant der Le Furieux.

### Spanischer Erbfolgekrieg, Generalleutnant der Seestreitkräfte und Vizeadmiral

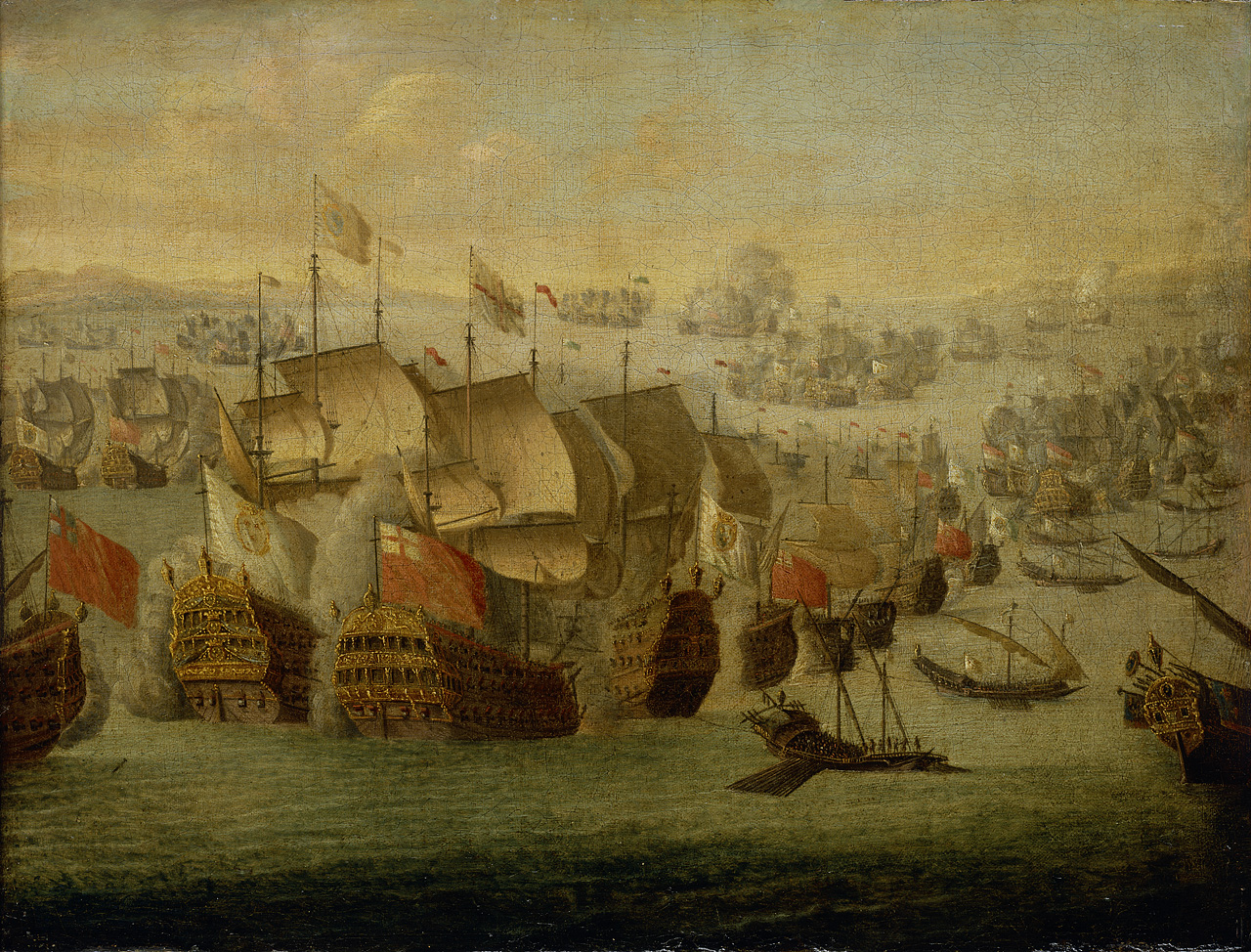
Schlacht bei Vélez-Málaga (Gemälde von Isaac Sailmaker).

Zu Beginn des Spanischen Erbfolgekrieges (1701 bis 1714) wurde François de Bricqueville Kommandant der L’Amphitrite sowie einer Marinedivision in der Nordsee, wo er zusammen mit Marc-Antoine de Saint-Pol Hécourt Operationen durchführte. 1702 konnte er feindliche Schiffe in die Schelde Richtung Antwerpen zurückschlagen. Im Juli 1703 patrouillierte er weiterhin mit de Saint-Pol Hécourt vor Schottland und zerstreute dabei eine niederländische Fischereiflotte, deren beide Begleitschiffe er am 9. August 1703 kaperte. 1704 war er Kommandant der Schiffe Le Fendant und Le Maure und beschlagnahmte vor Schottland drei englische, holländische und portugiesische Schiffe. Danach verlegte er seine Verbände ins Mittelmeer und nahm an am 24. August 1704 an der Schlacht bei Vélez-Málaga teil, die sich Louis-Alexandre de Bourbon, comte de Toulouse dem englischen Admiral George Rooke lieferte, um nach der Einnahme von Gibraltar den Felsen von Gibraltar zurückzuerobern. Für seine Verdienste erhielt er am 10. Oktober 1705 als Pension eine Gratifikation in Höhe von 1000 Livres.
1708 wurde François de Bricqueville, Marquis de la Luzerne, zum Kommandeur der Marineverbände in Dunkerque berufen und 1712 wurde ihm von der Marine eine weitere Pension in Höhe von 15.000 Livres gewährt. Im August 1715 wurde er zum Chef d’escadre von Roussillon ernannt, während im März 1727 seine Ernennung zum Lieutenant-général erfolgte. Am 13. März 1728 wurde ihm die Würde eines Kommandeurs des Königlichen und Militärischen Ordens vom Heiligen Ludwig (Ordre royal et militaire de Saint-Louis) verliehen. 1733 erhält das Kommando über ein Geschwader von neun Schiffen und fünf Fregatten, die in die Ostsee segelten, um die Kandidatur von Stanisław Bogusław Leszczyński auf den polnischen Thron zu unterstützen. Am 31. August 1733 verließ er mit seinem Flottenverband die Marinebasis Brest und traf am 20. September 1733 in Kopenhagen ein. Allerdings führte er die Befehle und ohnehin schon sehr restriktiven Anweisungen nur entschlossen aus. Am 2. Februar 1739 wurde er zum Ritter des Ordens vom Heiligen Geist geschlagen. Zuletzt wurde er am 6. Mai 1741 als Nachfolger des am 24. April 1741 verstorbenen Antoine-François de Pardaillan de Gondrin, Marquis d’Antin, zum Vice-amiral du Ponant (Flotte du Ponant) in der Marinebasis Brest ernannt. Diesen Posten bekleidete er bis zu seinem Tode am 29. September 1746 in Paris.
Aus seiner 1701 geschlossenen Ehe mit Marguerite Poyer de Drumare ging der Sohn François Pierre de Briqueville hervor, Generalleutnant in der Königlichen Armee (Armées du Roi). Er war ferner verwandt mit Konteradmiral (Chef d’escadre) Bon Chrétien de Briqueville, der 1743 die Marineakademie (Académie de Marine) abschloss.

## Hintergrundliteratur
- Michel Vergé-Franceschi: Les Officiers généraux de la marine royale (1715–1774). Origines, conditions, services, Band 3, Librairie de l’Inde, 1990
- M. d’Aspect: Histoire de l’Ordre royal et militaire de Saint-Louis, Band 3, Paris, 1780 (Onlineversion)